# Nieuwkerk (Dordrecht)
De Nieuwkerk is een middeleeuwse kerk in de stad Dordrecht, in de Nederlandse provincie Zuid-Holland. 
De kerk dateert uit het jaar 1175. In dat jaar werd de St. Nikolaaskapelle, zoals ze toen heette, door de bisschop van Utrecht tot parochiale kerk gewijd. Kapelaan Jan de Vries werd als eerste pastoor aangesteld.
De architect van deze parochiekerk is onbekend. Na de inwijding werd de St. Nikolaaskapelle verheven tot parochiekerk van de heerlijkheid Merwede.
Rond het jaar 1420 onderging de kerk een forse uitbreiding en werd een zogenaamde hallenkerk.
In 1567/68 verwoestte een brand de kerk grotendeels. Het overgebleven deel werd weer opgebouwd tot een eenvoudige dubbelkorige kerk, de helft kleiner dan voor de brand.
Bij de herbouw werd gedeeltelijk gebruikgemaakt van oude stenen, die eerst werden afgebikt.
Ook werden er nieuwe Leidse stenen gebruikt, afkomstig van de steenfabrieken langs de Oude Rijn. In 1592 kon het godshuis weer in gebruik worden genomen.
De Nieuwkerk was, met het omliggende kerkhof, de begraafplaats van tal van voorname Dordtse families, zoals de Oenen, Slingelandts, Bercks, Hallincgs en Ruys Terensteyns.
Van hun graven is niet veel meer zichtbaar. Enkele zerken hebben in de kerk nog een plaats gevonden, op de grond of tegen de wanden. Het kerkhof diende tot 1 juli 1829 als begraafplaats voor de mindere klassen van Dordtse bewoners. Aan de west- en noordzijde bevonden zich de beste, aan de zuidzijde de gemeentegraven. Toen het kerkhof werd opgeheven zijn de muren vervangen door beren en verdwenen de afsluitingen.
Een veemarkt die in 1873 op het Nieuwkerksplein werd aangelegd was geen lang leven beschoren. De kerk diende na de sluiting in 1960 onder meer als opslagplaats en pas in de zeventiger jaren werd het verval, dat in een ijltempo was opgetreden, een halt toegeroepen. In de kerk werden woningen gebouwd en er vestigde zich een supermarkt; die maakte later plaats voor een leverancier van keukeninrichtingen.
In de Nieuwkerk is met veel respect ten opzichte van de voormalige functie van dit Rijksmonument een verkoopruimte ingericht. Voor geïnteresseerden is de geschiedenis van de kerk op enkele informatiepanelen in de verkoopruimte te lezen.

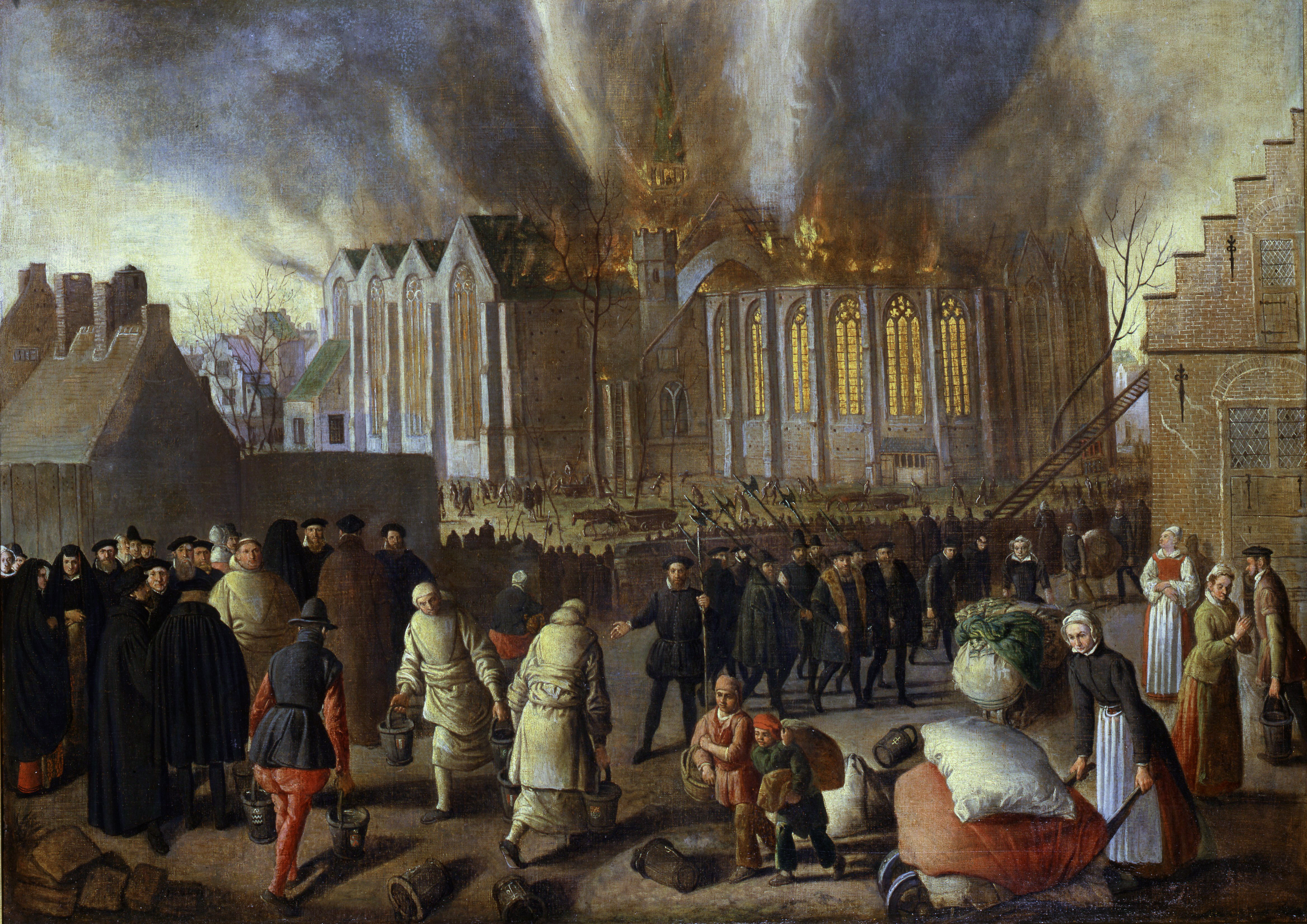
Op 22 januari 1568 brandde de Nieuwkerk af. (Jan Doudijn, 1568)